# رنگین‌تاب بلوطی
رنگین‌تاب بلوطی (نام علمی: Galbalcyrhynchus purusianus) نام یک گونه از سرده رنگین‌تاب‌های بینی‌دراز است.